# Amédée de Cools
Amédée-Alfred, baron de Cools, né le  18 avril 1830 à Paris et mort le 1er juillet 1904 dans la même ville, est un général de division français, grand-croix de la Légion d'honneur.

## Biographie
Fils du baron Amédée de Cools des Noyers (1787-1861), officier supérieur d'état-major, attaché à l'état-major de la garde royale et délégué de la Martinique de 1831 à 1840, et petit-fils du baron Jacques de Blommaert de Soye, il entre à l'École militaire de Saint-Cyr en 1849. Il en sort classé premier de sa promotion en 1851.
Sous-lieutenant, il est nommé au 2e Régiment de Cuirassiers puis au 5e Régiment d’Infanterie, avant d'intégrer l'École d'application d'état-major le en 1852, dont il sort comme lieutenant en 1854, avant d'être promu au grade de capitaine l'année suivante.
Le 25 juin 1859, au combat de Solférino, il est cité à l’ordre du jour de l’armée et fait chevalier de la Légion d'honneur sur le champ de bataille. 
Rentré en France, il est affecté à l'état-major du corps expéditionnaire de Chine comme aide de camp du général Charles Cousin-Montauban. 
Il se distingue lors de l'attaque des forts de Peï-Ho, puis à celle de Palikao.
Le 4 janvier 1861, âgé de trente ans, il est promu chef d'escadron, le plus jeune alors officier de son grade. Six jours plus tard, il est nommé chef d'état-major du corps expéditionnaire de Cochinchine. 
En 1870, il passe chef d’état-major du général Valabrègue, commandant la 2e Division de Cavalerie du 2e Corps de l'Armée du Rhin. Il se distingue lors de la bataille de Rezonville, lui valant d'être une nouvelle fois cité à l'ordre du jour. Le 29 octobre suivant, il est fait prisonnier par les Allemands et est interné en Allemagne jusqu’au 11 mars 1871. 
Chef de bureau à l’état-major général du ministre de la Guerre, il est promu colonel le 3 mars 1873. 
En 1876, il est chargé de conférences sur les étapes, les chemins de fer et les transports aux cours militaires spéciaux, avant d'être nommé, cette même année, sous-chef d'état-major général du ministre de la Guerre. 
Promu au grade de général de brigade en 1878, il reçoit le commandement de la 2e Brigade de Hussards en 1879 (devenue, au mois d'octobre de la même année, la 4e Brigade de Hussards). Deux ans plus tard, il devient commandant de la brigade de cavalerie du 9e Corps d'Armée. 
Général de division en 1884, il est nommé inspecteur général permanent de cavalerie. 
En 1884, il devient le chef d'état-major général de l'armée.
Il est par la suite nommé inspecteur général du 1er arrondissement de cavalerie le 15 mars. 
Président du Comité consultatif d'état-major à partir de 1887, il est nommé au commandement du 2e Corps d'Armée l'année suivante.
Il devient membre du Conseil supérieur de la guerre et chargé de missions spéciales en 1892. 
Le 29 décembre 1897, il est élevé à la dignité de grand-croix de la Légion d'honneur.

## Distinctions
- Grand-croix de la Légion d'honneur (29 décembre 1897)
- Médaille coloniale avec agrafes « Algérie » et « Cochinchine »
- Médaille commémorative d'Italie
- Médaille commémorative de Chine
- Médaille commémorative de Crimée (Royaume-Uni)
- 1re classe de l'Ordre de Saint-Ferdinand (Espagne)